# Chlenias cyclosticha
Chlenias cyclosticha là một loài bướm đêm trong họ Geometridae.